# Женская сборная Туркменистана по кабадди
Женская национальная сборная Туркменистана по кабадди — представляет Туркменистан на международных соревнованиях по кабадди. Управляющей организацией является Ассоциация кабадди Туркменистана (англ. Turkmenistan Kabaddi Association).

## Результаты выступлений

### Чемпионаты мира (круговой стиль)
| Год        | Победы         | Ничьи          | Поражения      | Место          |
| ---------- | -------------- | -------------- | -------------- | -------------- |
| 2012       | 0              | 0              | 3              | 13             |
| 2013—н. в. | не участвовали | не участвовали | не участвовали | не участвовали |